# Билево
Би́лево — микрорайон в юго-восточной части Витебска между Московским проспектом и проспектом Строителей.

## История
Название получил от деревни (частично сохранилась), включенной в городскую черту. Напротив микрорайона находится посёлок.
Активно застраивается, в основном, 9-10-этажными крупнопанельными домами. Имеются и многоэтажные дома. Развивается долевое строительство. В связи со значительной удаленностью от основных магистралей городского транспорта является бюджетным. Есть современная школа. В перспективе, после продления пр-та Строителей до микрорайона и его обустройства, — станет наравне с Югами одним из основных спальных районов города.
На сегодняшний день в микрорайоне работает множество продовольственных магазинов, салон-парикмахерских, ремонт обуви и одежды.
22 ноября 2010 года в новом микрорайоне Билево-1 открылся первый ясли-сад (№ 110)
1 сентября 2010 года открылась средняя школа № 46 (первая школа в микрорайоне). С 2019 года она носит имя Ивана Христофоровича Баграмяна
6 ноября 2018 года в микрорайоне Билево-2 открылся ясли-сад № 111
1 сентября 2020 года открылась вторая для микрорайона Средняя школа № 47 г. Витебска имени Е. Ф. Ивановского, рассчитанная на 1020 учащихся.
2 сентября 2020 года открылась новая дорога, соединяющая улицу Генерала Ивановского с проспектом Строителей.
1 сентября 2024 года открылась третья школа в микрорайоне Билево-3 Начальная школа № 48 гю Витебска, рассчитанная на 850 учащихся.
Имеется 3 подразделения микрорайона: Билево-1, Билево-2, Билево-3.

## Учреждения образования микрорайона

### Средние школы
- ГУО "Средняя школа № 46 г. Витебска имени И. Х. Баграмяна» (с 1 сентября 2010 г.)
- ГУО "Средняя школа № 47 г. Витебска имени Е. Ф. Ивановского" (с 1 сентября 2020 г.)
- ГУО "Начальная школа № 48 г. Витебска" (с 1 сентября 2024 г.)

### Детские сады
- ГУО «Ясли-сад № 110 г. Витебска»
- ГУО «Ясли-сад № 111 г. Витебска»

## Улицы, расположенные в границах микрорайона

### Связь проспекта Строителей с микрорайоном Билево-1
02.09.2020 г. была торжественно открыта дорога, соединившая улицу Генерала Ивановского с проспектом Строителей — Старобабиновический тракт. В связи с этим с 02.09.2020, 03.09.2020 и 26.09.2020 изменилась схема движения общественного транспорта, обслуживающего микрорайон Билево.

### Микрорайон Билево-1
- Улица Короткевича
- Улица Богатырева (от пересечения с улицей Короткевича до пересечения с улицей Баграмяна)
- Улица Генерала Ивановского (от пересечения с улицей Короткевича до пересечения с улицей Баграмяна)
- Улица Баграмяна (нечетная сторона)
- Московский проспект (от пересечения с улицей Короткевича до пересечения с улицей Баграмяна)

### Микрорайон Билево-2
- Улица Богатырева (от пересечения с улицей Баграмяна до пересечения с улицей Актеров Еременко)
- Улица Генерала Ивановского (от пересечения с улицей Баграмяна до пересечения с улицей Актеров Еременко и ул. 33-й Армии)
- Улица Баграмяна (четная сторона)
- Московский проспект (от пересечения с улицей Баграмяна до пересечения с улицей Актеров Еременко)

### Микрорайон Билево-3
- Улица Богатырева (от пересечения с улицей Актеров Еременко до пересечения с улицей 33-й Армии)
- Улица 33-й Армии
- Улица Марка Фрадкина
- Московский проспект (от пересечения с улицей Актеров Еременко до пересечения с улицей 33-й Армии)

## Транспортная сеть
Быстрорастущие микрорайоны обслуживают следующие виды общественного транспорта:

### Автобусные маршруты
- 4 (пос. Сокольники — м-н Билево-1 — ул. Актеров Еременко — пр-т Московский — Железнодорожный вокзал с 01.12.2020)
- 21А (Билево-1 — Завод КПД) По будням (2 рейса для доставки работников КПД на рабочее место)
- 23А (пос. Тулово — Короткевича — Старобабиновический тракт — пр-т Строителей — м-н Медцентр) с 03.09.2020
- 27 (33-й Армии — Генерала Ивановского — Баграмяна — Терешковой — пр-т Фрунзе — Смоленский рынок — Керамзитовый завод) с 26.09.2020
- 34 (Тирасполь — Автовокзал — пр-т Московский — ул. Актеров Еременко — ул. Генерала Ивановского — ул. Баграмяна — пр-т Московский — Автовокзал — Тирасполь) с 26.09.2020
- 34А (Автовокзал — пр-т Московский — ул. Актеров Еременко — ул. Генерала Ивановского — ул. Баграмяна — пр-т Московский — Автовокзал), кольцевой с 26.10.2020
- 38 (ул. 33-й Армии — ул. Богатырева — ул. Короткевича — ул. Генерала Ивановского — просп. Строителей — просп. Черняховского — ул. Зеленогурская — ул. М.Горького — площ. Пролетарская — ул. К.Маркса — рынок Полоцкий — ул. Кирова — ул. Правды — ул. Терешковой — просп. Московский — ул. Баграмяна — ул. Генерала Ивановского — ул. Актеров Еременко — ул. Богатырева — ул. 33-й Армии). Кольцевой маршрут, обратный маршруту 33 с 03.09.2020
- 43 (33-й Армии — Кировский)
- 43А (33-й Армии — Бителево)
- 45 (33-й Армии — Витебскречтранс)
- 46 (33-й Армии — Железнодорожный вокзал)
- 49 (ул. 33-й Армии — ул. Богатырева — ул. Короткевича — ул. Генерала Ивановского — просп. Строителей — просп. Черняховского — ул. Зеленогурская — Мясокомбинат) с 03.09.2020 — ч/з Старобабиновический тракт
- 106 (Билево-1/Васюты — Улановичи-2/Смоленский рынок ч/з ул. Богатырева, ул. Актеров Еременко) с 01.12.2020
- 106А (Билево-1/Васюты — СТ «Биберевка»), летний

### Троллейбусные маршруты
С 15 ноября 2018 г. открыт первый троллейбусный маршрут № 12 (Железнодорожный вокзал — ул. Кирова — Замковая ул. — пр. Фрунзе — ул. Терешковой — Московский проспект — ул. Короткевича — ул. Богатырева — Микрорайон Билево-3)
Со 2 сентября 2020 г. открыт второй троллейбусный маршрут № 15 (ул.33-й Армии — ул. Генерала Ивановского — пр-т Строителей — пр-т Черняховского — ул. Ленина — ул. Гагарина — Журжево), в связи с открытием новой дороги, связывающей улицу Генерала Ивановского с проспектом Строителей.
С 1 сентября 2023 года был открыт троллейбусный маршрут №16: «Завод КПД – «Черемушки» — ул. Терешковой – пр-т Фрунзе – ул. Ленина – пр-т Черняховского – ул. Воинов-Интернационалистов – ул. П. Бровки – ул. Генерала Ивановского – ул. М. Фрадкина».